# ムラディナ
ムラディナ（Mladina）は、時事問題を扱うスロヴェニアの週刊誌。
1920年代にスロヴェニアのユーゴスラヴィア共産党が青少年向けの雑誌として創刊した。創刊以来、ムラディナは反体制の代弁者となり、1930年代、アレクサンダル1世 (ユーゴスラビア王)の独裁による言論統制の結果、出版を休止するが、1943年に再刊され今日では毎週刊行されスロヴェニア共和国で最も影響力を持った雑誌の一つとなっている。
　